# Worpławki (Varmia y Masuria)
Worpławki [pronunciación en polaco: /vɔrˈpwafki/] (alemán Worplack) es un pueblo ubicado en el distrito administrativo de Gmina Reszel, dentro del Condado de Kętrzyn, Voivodato de Varmia y Masuria, en Polonia del norte. Se encuentra aproximadamente a 5 kilómetros al noreste de Reszel, a 14 kilómetros al oeste de Kętrzyn, y a 56 kilómetros al noreste de la capital regional Olsztyn.
Antes de 1945, el área fue parte de Alemania (Prusia Oriental).